# Пийрсалу
Пи́йрсалу (эст. Piirsalu) — деревня в волости Ляэне-Нигула уезда Ляэнемаа, Эстония.
До 2013 года входила в состав волости Ристи (упразднена).

## География и описание
Расположена в 31 км к северо-востоку от уездного центра — города Хаапсалу, недалеко от шоссе Кейла—Хаапсалу, на границе уездов Харьюмаа и Ляэнемаа. Высота над уровнем моря — 48 метров.
На территории деревни расположено озеро Турвасте-Мустъярв (6,2 га).
На территорию Пийрсалу простираются земли ландшафтного заповедника Ляэнемаа-Суурсоо, ландшафтного заповедника Валгеярве и охранной зоны верхового болота Мустъярве.
Климат умеренный. Официальный язык — эстонский. Почтовый индекс — 90902.

## Население
По данным переписи населения 2021 года, в Пийрсалу насчитывалось 155 жителей, из них 143 (92,3 %) — эстонцы.
По данным переписи населения 2011 года в деревне проживали 172 человека, из них 159 (92,4 %) — эстонцы.
Численность населения деревни Пийрсалу по данным переписей населения:
| Год  | 1959 | 1970 | 1979  | 1989  | 2000  | 2011  | 2021  |
| ---- | ---- | ---- | ----- | ----- | ----- | ----- | ----- |
| Чел. | 73   | ↘ 61 | ↗ 233 | ↘ 203 | ↘ 189 | ↘ 172 | ↘ 155 |

## История
В источниках первой половины XVI века упоминаются Phirßaell, Phirzall, 1518 года — Pirsell, 1539 года — Pirsell (деревня), 1798 года — Piersahl.
В времена шведского владычества была основана мыза Пирсаль (нем. Piersal, Пийрсалу, эст. Piirsalu mõis), которую отделили от мызы Куййеги (нем. Kuijöggi, рус. Куйieги, Куййыэ, эст. Kuijõe mõis). В 1920-х годах, после земельной реформы, на землях бывшей мызы возникло поселение, в 1977 году получившее статус деревни.

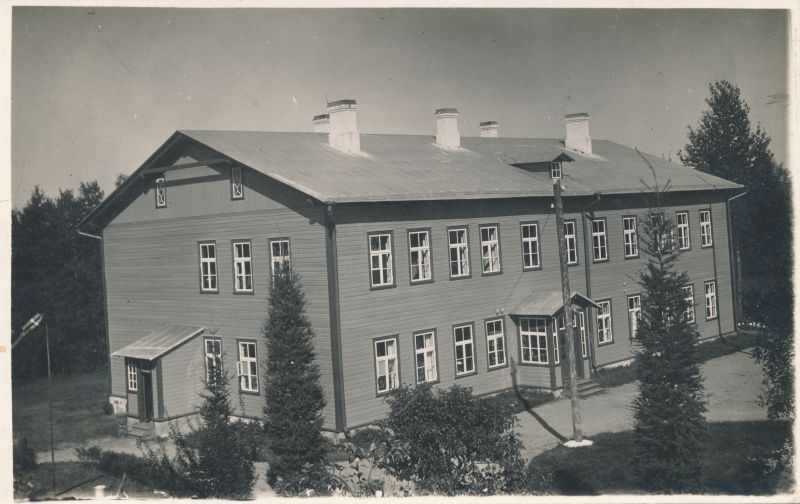
Начальная школа Пийрсалу, 1935 год

Главное здание мызы не сохранилось, но в перестроенном виде осталось много её хозяйственных строений. Во времена существования колхоза «Йыуд» (с эст. — «Сила») в центре бывшей мызы располагались его мастерские и было построено несколько производственных зданий. Общий земельный фонд колхоза в 1978 году составлял 6,4 тыс. га, из них обрабатываемых земель — 1,4 тыс. га, численность работников — 144 человека.
В 1977 году, в период кампании по укрупнению деревень, с Пийрсалу были объединены деревни Аннамыйза (эст. Annamõisa, в 1798 году — скотоводческая мыза An̄enhof, около 1900 года упоминается как Аннамойза), Кабели (эст. Kabeli, в 1844 году упоминается Kabbele,  около 1900 года — Кабели), Валкси (эст. Valksi) и Ванамаа (эст. Vanamaa, в 1725 упоминается Wannama, в 1913 году — Ванамэ).
В советское время возле Пийрсалу располагалась одна из крупнейших ракетных баз Советской Эстонии. На двух расположенных на территории деревни братских могилах павших во Второй мировой войне советских воинов были возведены памятники с надписью «Здесь похоронены бойцы Советской армии, павшие в Великой Отечественной войне 1941–1945 гг». На первом памятнике, установленном в 1947 году, перечислено 13 имён, могила находится на Пийрсалуском старом кладбище. На втором памятнике, установленном в 1950 году, — 11 имён;  могила находится на Пийрсалуском новом кладбище. Обе братские могилы являлись историческими памятниками с 1997 до 2023 года . В протоколе от 30 ноября 2022 года рабочая группа по советским памятникам при Госканцелярии Эстонии признала оба памятника «нейтральными монументами», т. е. не подлежащим удалению из общественного пространства или замене  (см. Список советских военных памятников Эстонии).

## Инфраструктура
В Пийрсалу есть клуб, действует сельское общество. В деревне находится Пийрсалуская лютеранская церковь (нынешнее здание построено в 1863 году), где действует Пийрсалуский приход. Старое и новое кладбища деревни внесены в Государственный регистр памятников культуры Эстонии как исторические памятники.
В 1837–1973 годах в Пийрсалу работала начальная школа; в деревне установлен памятный камень в её честь.
На территории деревни расположено военное стрельбище.

## Происхождение топонима
Название деревни состоит из двух эстонских слов: piir (граница) и salu («роща»).